# III. Fliegerkorps
O III. Fliegerkorps foi um corpo da Luftwaffe que atuou durante a Segunda Guerra Mundial. Formado em Novembro de 1939 a parir do 3. Flieger-Division, este corpo duraria pouco tempo pois rapidamente ficou subordinado à Luftflotte 4 e foi transformado numa formação especial.